# سردار أباد (كليبر)
سردار أباد هي قرية في مقاطعة كليبر، إيران. عدد سكان هذه القرية هو 429 في سنة 2006.